# Koundougou (departamento)
Koundougou é um departamento ou comuna da província de Houet no Burkina Faso. A sua capital é Koundougou.
Em 1 de julho de 2018 tinha uma população estimada em 22740 habitantes.